# 柯洛5b
柯洛5b(最初被称为柯洛-系外行星-5b)是一颗系外行星，其母星为一颗尚未被确认的恒星柯洛5。该行星由欧洲空间局的柯洛计划于2008年发现；而后续的多普勒光学研究则确认了它的存在。
该行星的天球坐标系统尚未被公布，故至今SIMBAD数据库还未收录该天体。